# Аквадукт у Сеговији
Аквадукт у Сеговији је староримски аквадукт саграђен за време римских царева Клаудија и Трајана (1.-2. в.); један од најбоље очуваних у свету. Он је најпознатији симбол Сеговије и овековечен је на његовом грбу.

## Историја и одлике
Изворно дуг 18 километара с разликом висине од 1 км, данас је сачувано око 1.200 метара с 166 лукова на 120 пилона на два спрата, с највећом висином од 35,1 m. Изворно је у паду од 1% доносио воду у Сеговију с извора реке Аkебеда, 18 km од града. Био је изграђен од 20400 великих гранитних блокова, без бетона. Пошто је коришћен систем хватаљки за подизање камења на велике висине, видљива су удубљења на камењу. Према легенди та удубљена се називају ђавољим стопама.
Обновљен је у 16. ст. у време владавине краља Фернанда II од Арагона када су постављене скулптуре у средишњим нишама градског дела аквадукта.
Аквадукт и дан данас обезбеђује град водом, али су удаљени делови замењени водоводним цевима. Године 1974, обележена је 2000 годишњица аквадукта постављањем комеморативне плоче, а 1985. године уписан је на УНЕСКО-в списак места светске баштине у Европи. Од 1997. године траје његова опсежна обнова.